# Магура ку Лилиак (Телеорман)
Магура ку Лилиак (рум. Măgura cu Liliac) насеље је у Румунији у округу Телеорман у општини Драганешти де Веде. Oпштина се налази на надморској висини од 97 m.

## Становништво
Према подацима из 2002. године у насељу је живело 353 становника, од којих су сви румунске националности.